# باشگاه فوتبال آردا کاردزالی
باشگاه فوتبال آردا کاردزالی (بلغاری: ФК Арда Кърджали) یک باشگاه فوتبال در شهر کاردزالی بلغارستان است. این باشگاه در لیگ حرفه‌ای دسته اول فوتبال بلغارستان بازی می‌کند. این باشگاه در سال ۱۹۲۴ تأسیس شده‌است.